# Berekum Chelsea Football Club
Maillots
Actualités
Le Berekum Chelsea Football Club, appelé plus couramment Berekum Chelsea, est un club ghanéen de football fondé le 10 juin 2000 et basé dans la ville de Berekum.

## Histoire
Le club est fondé le 10 juin 2000 sous le nom de Semereka Football Club. Il est renommé en Berekum Chelsea Football Club en 2004 et connait son premier match de première division ghanéenne en 2008. Le Berekum Chelsea FC obtient son premier titre de champion du Ghana en 2011.

## Palmarès
- Championnat du Ghana (1) :
  - Champion : 2011.